# Вишнёвый сельский округ
Вишнёвый сельский округ (каз. Вишнёвый ауылдық округi) — муниципальное образование третьего порядка в Казахстане, расположенное на северо-востоке Фёдоровского района Костанайской области. В состав округа входят сёла Вишнёвое, Балыкты, Белояровка и Усаковка.

## География
Вишнёвый сельский округ образован на базе Вишнёвого сельского совета Фёдоровского района Кустанайской области Казахской ССР. До образования села Вишнёвого в 1950-х годах округ входил в состав Каменского сельского совета Введенского района.
Расположен в лесостепной зоне. Климат резко континентальный, умеренно-влажный. Среднее количество осадков за год — около 350 мм. Средняя температура января — −20°С, июля — +21°С.
Часовой пояс UTC+5. Смещение применяемого времени относительно UTC составляет +5:00. В соответствии с применяемым временем и географической долготой средний солнечный полдень в Вишнёвом наступает в 12:50.
Почтовый индекс 111903, телефонный код 8 (71442).

## Население
В 1999 году население округа составляло 1853 человека (881 мужчина и 972 женщины). По данным переписи 2009 года, в округе проживало 1279 человек (629 мужчин и 650 женщин). По данным переписи 2021 года, в округе проживал 761 человек (403 мужчины и 358 женщин).

## История
В начале XX века поселки, образующие современный округ, входили в состав Кенаральской и Каменско-Белоярской волостей. В 1940-х — 1950-х годах были частью Каменского сельского совета Введенского района Кустанайской области. Сельский округ образован на базе совхоза «Минский», организованный в 1954 году отрядом целинников во главе с первым директором совхоза Георгием Васильевичем Мазонко и первоначально именовавшийся «Балыктинским» (по названию села Балыкты). Позже в новообразованный совхоз прибыло ещё 350 человек, в основном минчан — отсюда и новое название хозяйства: совхоз «Минский». Появились дома, улицы, производственные и социально-культурные объекты.
С 1944 по 1964 годы совхоз входил в состав Введенского района (райцентр — п. Введенка, находящийся в 30 км от с. Вишнёвое), но с образованием села Вишнёвого и учреждением совхоза «Минский» сельский округ (за исключением посёлка Каменка, переданного Введенскому сельсовету Боровского района) вошёл в состав укрупнённого Фёдоровского района.
Первым директором совхоза «Минский» был Георгий Васильевич Мазонко, трудившийся в совхозной системе с 1931 года. Умелый организатор, он сумел сплотить коллектив, справлялся с планами освоения целины, строительства жилья, необходимых культурно-бытовых объектов. Здесь было поднято 12 тыс. га новых земель.
В 1956 году хозяйство сдало государству 114 160 ц зерна при плане 89 тысяч ц, за что его директор получил орден Ленина, а многие рабочие также удостоены высоких наград.
Совхоз-миллионник, имел своих известных передовиков: А. А. Скакун, А. Б. Бекмухамбетов, Д. Костюченко, Н. Ф. Евенко, П. А. Ландик, А. С. Клуйш, и других работников, внесших большой вклад в развитие сел совхоза.
После обретения независимости Республики Казахстан ситуация на селе изменилась. Большинство хозяйств стали частными, негосударственными. Самое понятие «совхоз» сменилось понятиями КП (коллективное предприятие), позже ПК (производственный кооператив). На смену им пришли несколько крестьянских хозяйств и базовое хозяйство ТОО «Абайское» корпорации «Иволга-Холдинг». В 1994 году КП «Минское» собрало 17,1 ц с гектара. Указом Президента Республики Казахстан Н. А. Назарбаева за многолетний труд в сельском хозяйстве и активное участие в уборке урожая 1994 года механизатор КП «Минское» В. В. Жермаль награждён Почетной грамотой Республики Казахстан.
В 2023 году было упразднено село Уйское, входившее в состав округа.

## Социальная сфера
Государственные и иные учреждения на территории округа:
- Администрация: ГУ «Аппарат акима Вишнёвого сельского округа».
- Образование: ГУ «Минская основная школа».
- Медицина: ГУ «Минская врачебная амбулатория», ГУ «Белояровский ФАП», ГУ «Уйский медицинский пункт».
- Лесное хозяйство: ГУ «Усаковское ГУ по охране леса и животного мира».
- Сельское хозяйство: ТОО «Абайское», КХ «Минское».
- Почта: Почтовое отделение: АО «Казпочта» (Вишнёвое).
- Гидрология: Гидрологический пункт КАЗГИДРОМЕТа (Уйское).
- Объекты культуры: сельская библиотека в с. Вишнёвое.
- Объекты малого бизнеса: 10, в том числе — 9 магазинов, пекарня — 1.

## Известные люди
На территории округа (с. Белояровка) родился и проживал вместе с родителями до 1922 года будущий Герой Советского союза Иван Макарович Журба. Звание Героя СССР получил за освобождение Киева в 1944 году.
На территории округа родился выдающийся казахский врач, статский советник Мухамеджан Карабаев (1856—1928)

## Образование
Минская основная школа. С 1 сентября 1955 года открылась семилетняя, а в 1966 году — средняя школа. Первыми учителями были М. И. Брюзгина, Н. И. Андрейко, Р. Р. Катрич, Н. Г. Мазонко, В. Н. Рузанов, В. А. Сокурова, Э. В. Лоренц. Новую школу на 460 мест ввели в 1974 году. Добрую память о себе оставили директора школы В. А. Сокурова, М. У. Закенов, особенно Н. К. Лоренц и О. К. Ерошевич. Огромную помощь школе и всей социальной части постоянно оказывал директор совхоза Н. Е. Нестеренко.
В настоящее время Минская основная школа насчитывает 58 учащихся. В здании школы вновь открыт детский сад.
Белояровская основная школа основана в 1930-х годах. Новое здание школы на 200 человек ввели в эксплуатацию в 1992 году. В 2001—2010 годах школа являлась средней общеобразовательной. В начале 2010-х годов статус школы был вновь понижен до основной, через несколько лет до начальной. В 2022 году школа была закрыта.

## Галерея

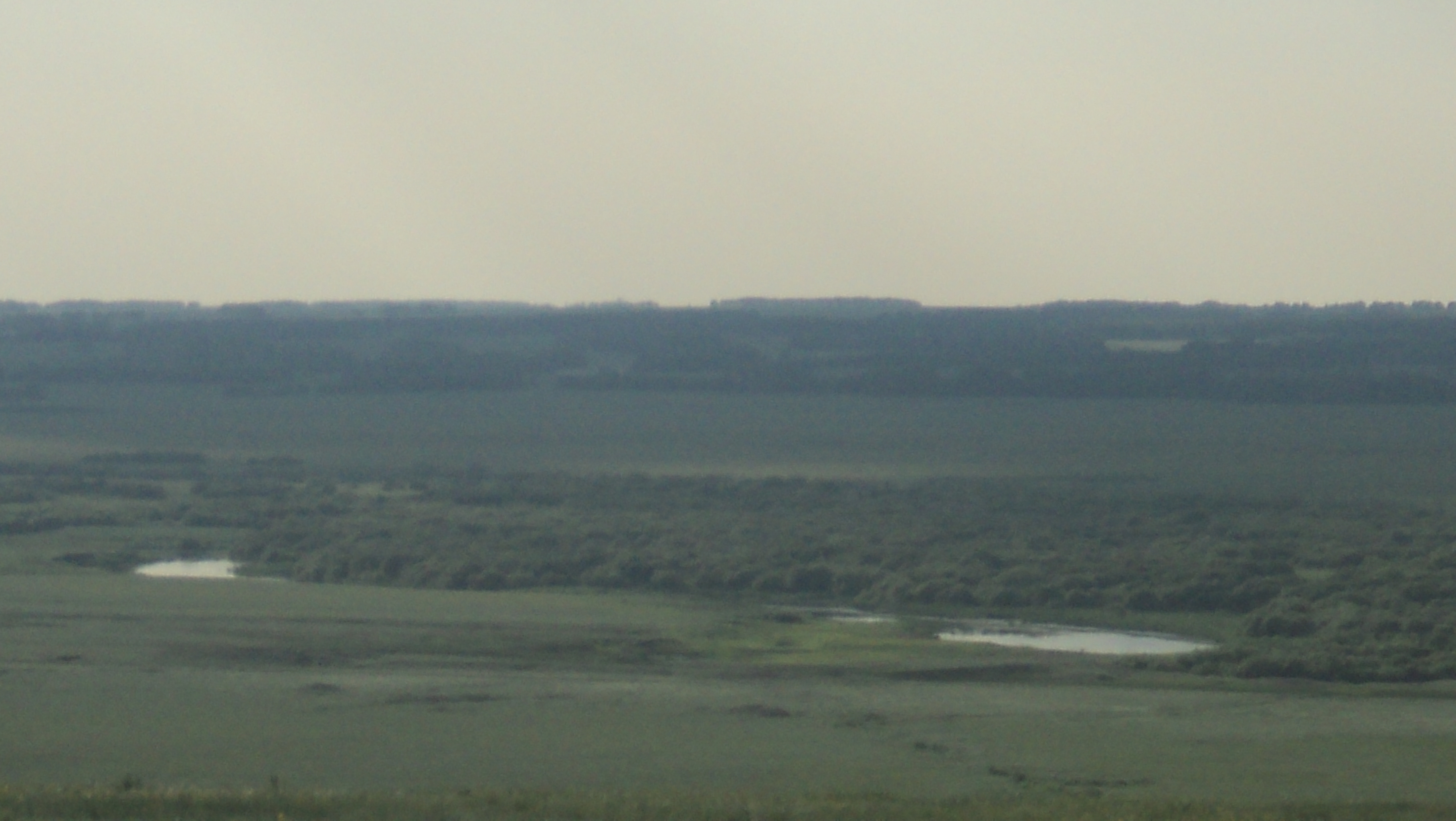
Река Уй
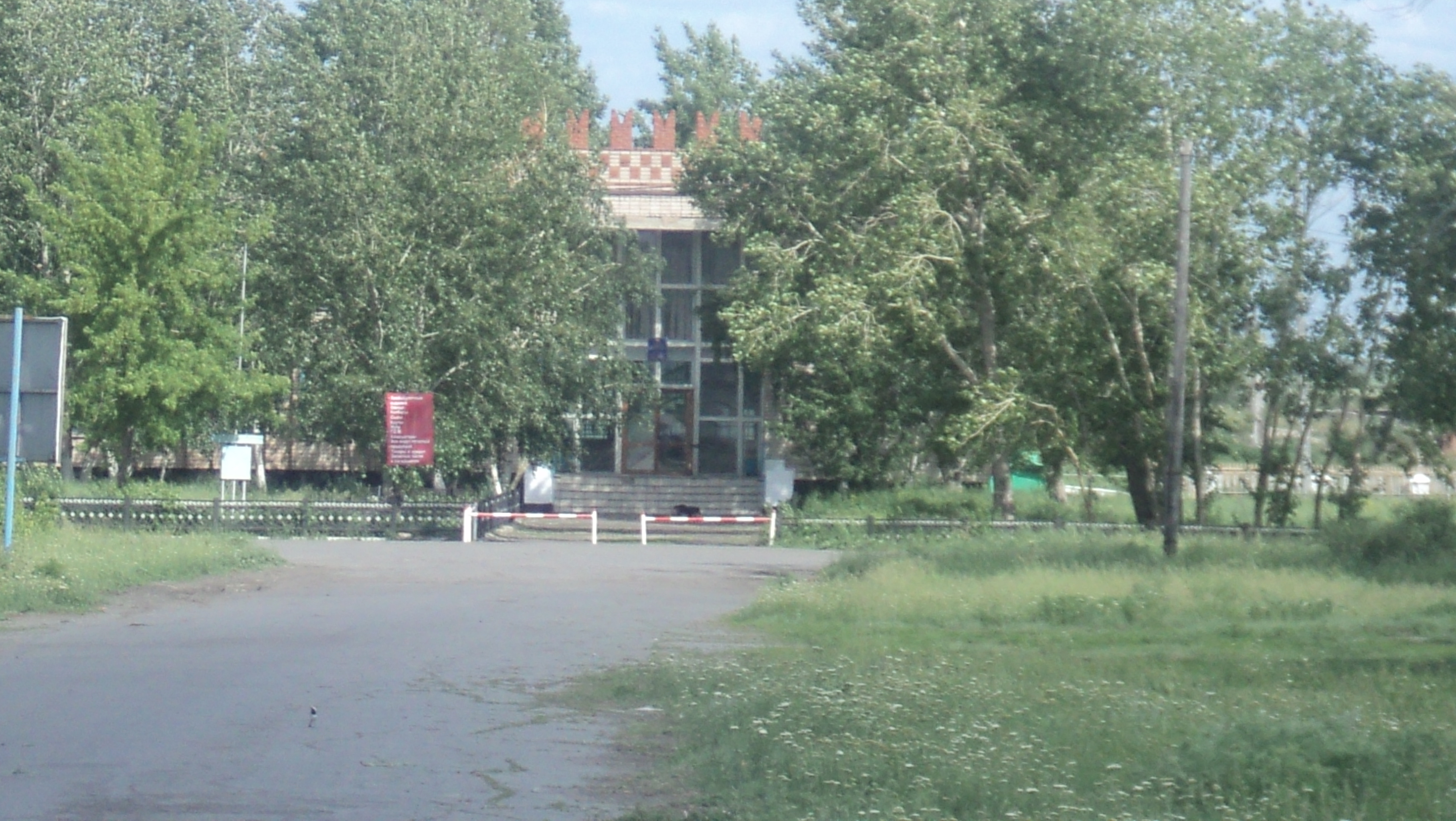
Село Вишнёвое. Здание Вишневого сельсовета
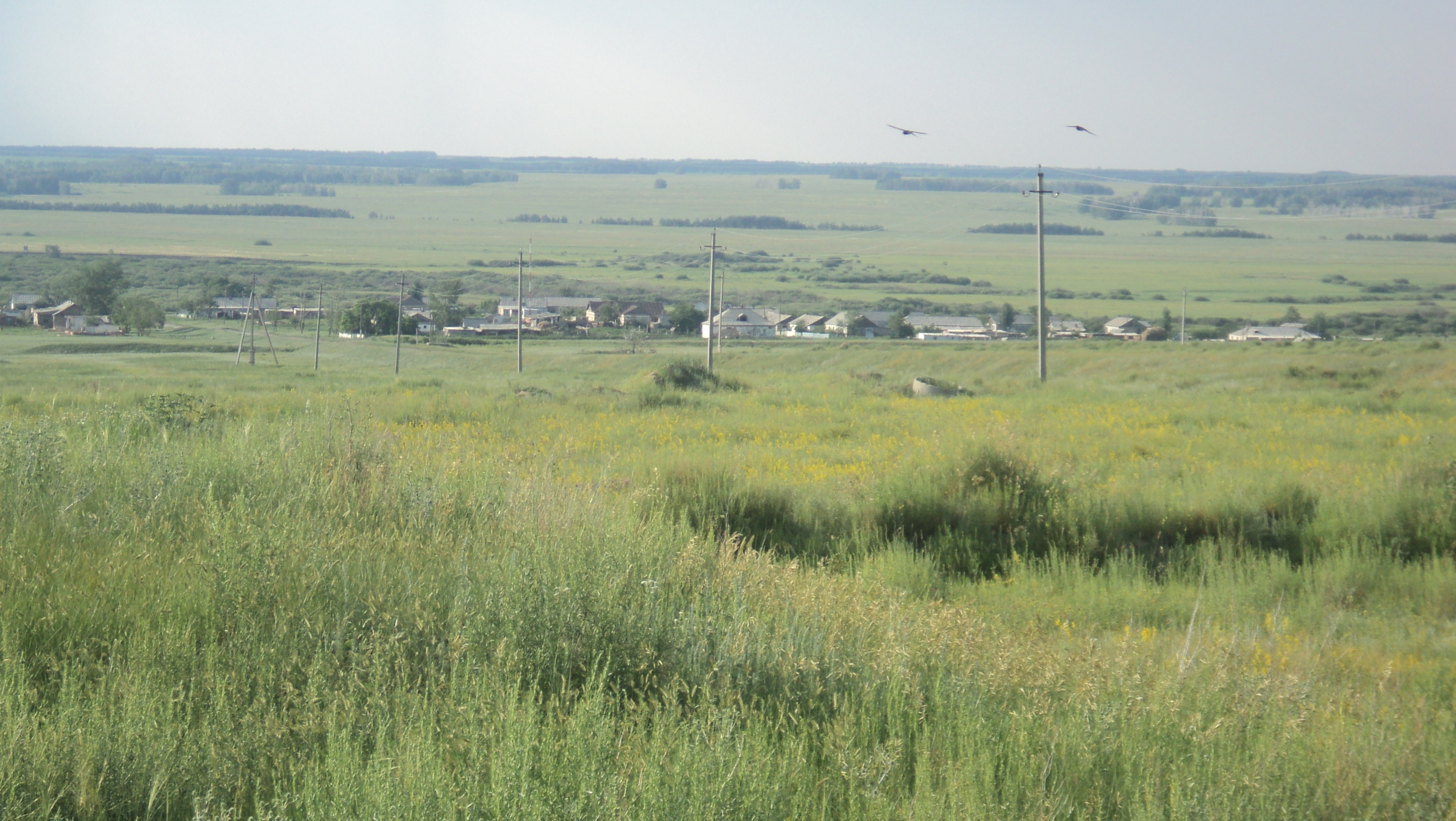
село Уйское
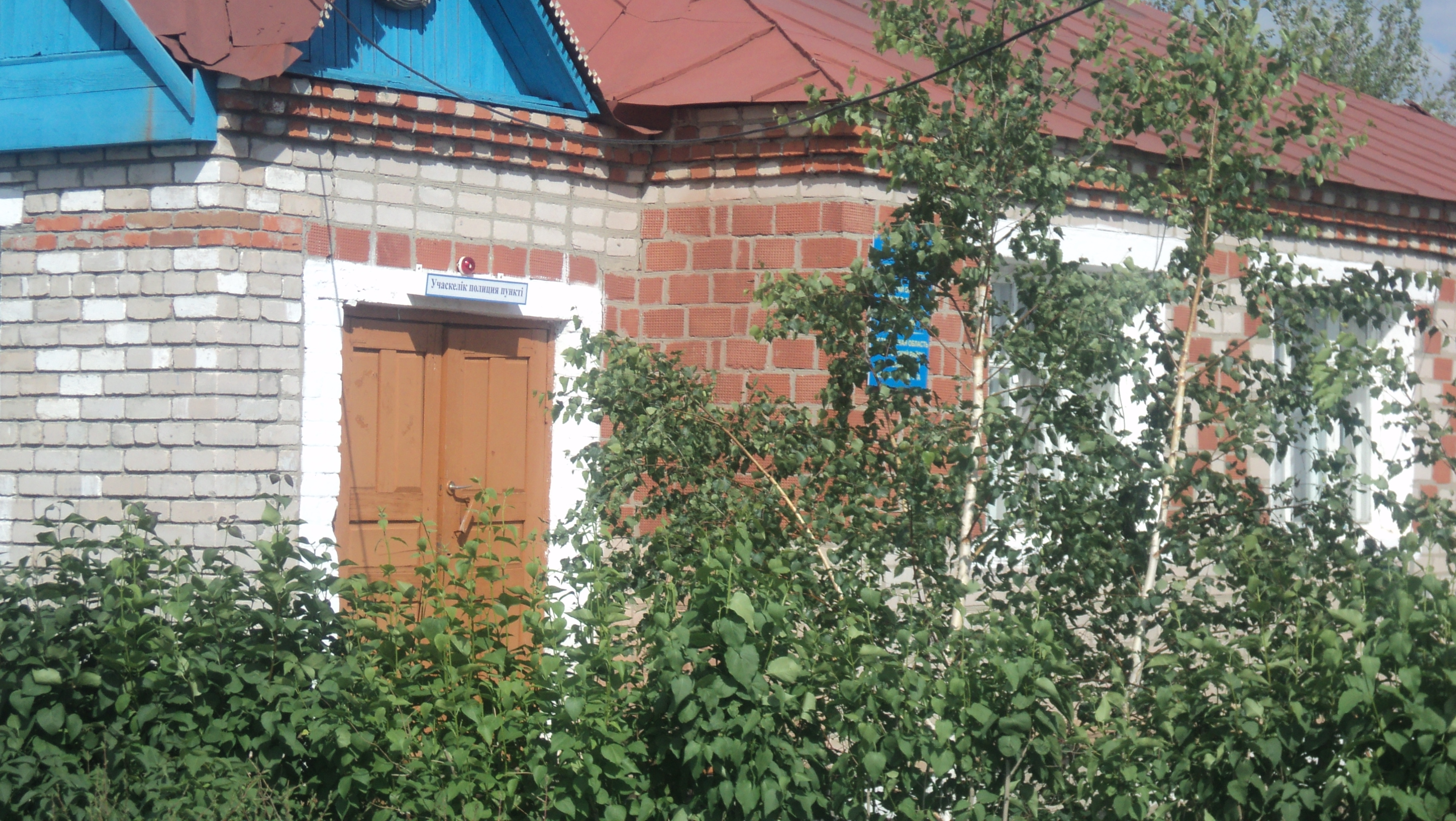
Здание акимата округа